# 熊本城·市役所前停留場
熊本城·市役所前停留場（日语：／ Kumamotojō Shiyakushomae teiryūjō */?），又稱熊本城·市役所前電車站，是位於熊本縣熊本市中央區手取本町和花畑町，屬於熊本市交通局（熊本市電）幹線的電車站。車站編號為10。A系統和B系統皆停靠此站。

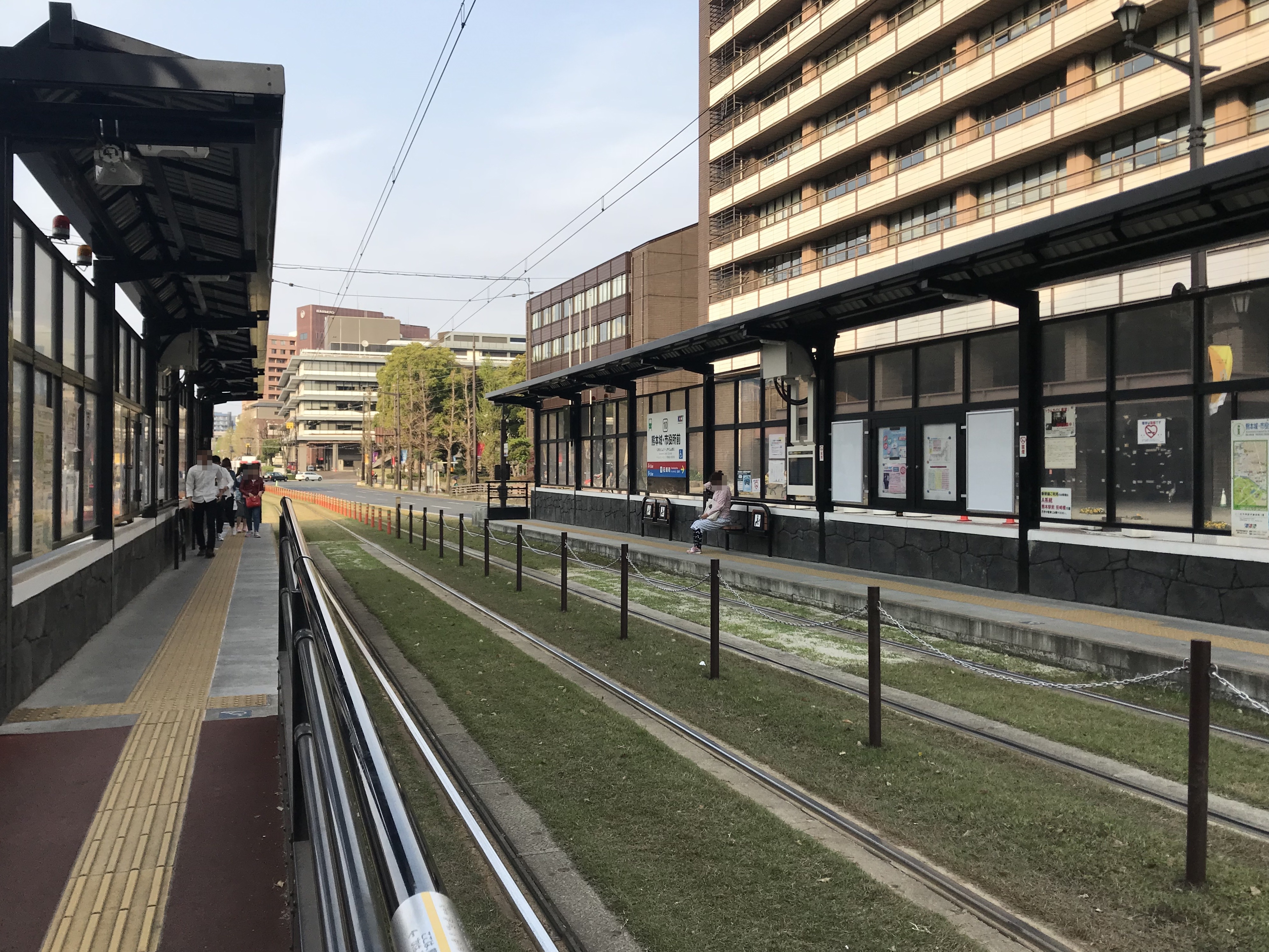
月台全景(2018年4月)

## 歷史
- 1924年（大正13年）8月1日 - 市役所前停留場啟用，電車站於現時市政廳前路口處啟用。
- 日期不詳 - 電車站遷移。
- 1925年（大正14年）12月16日 - 電車站遷移。
- 1982年（昭和57年）4月 - 電車站遷移至現地。
- 2011年（平成23年）3月1日 - 電車站改名為熊本城·市役所前停留場。

## 電車站構造
本站設有2面2線的相對式低地台月台。月台與路邊行人路之間設有行人過路處。此站可讓輪椅人士上落。

### 運行系統
此電車站是幹線電車站之一。■A系統和■B系統會駛入此站。
| 月台               | 路線           | 上下行 | 方向                                       |
| ------------------ | -------------- | ------ | ------------------------------------------ |
| 東邊（市役所一方） | ■A系統         | 上行   | 辛島町、河原町、熊本站、田崎橋方向         |
| 東邊（市役所一方） | ■B系統         | 上行   | 辛島町、洗馬橋、本妙寺入口、上熊本方向     |
| 西側（熊本城一方） | ■A系統、■B系統 | 下行   | 通町筋、新水前寺站、水前寺公園、健軍町方向 |

## 使用狀況
| 1日上下車人次變化 | 1日上下車人次變化 |
| 年度              | 1日平均人次       |
| ----------------- | ----------------- |
| 2011年            | 2,380             |
| 2012年            | 2,097             |
| 2013年            | 2,393             |
| 2014年            | 2,672             |
| 2015年            | 3,009             |

## 電車站周邊

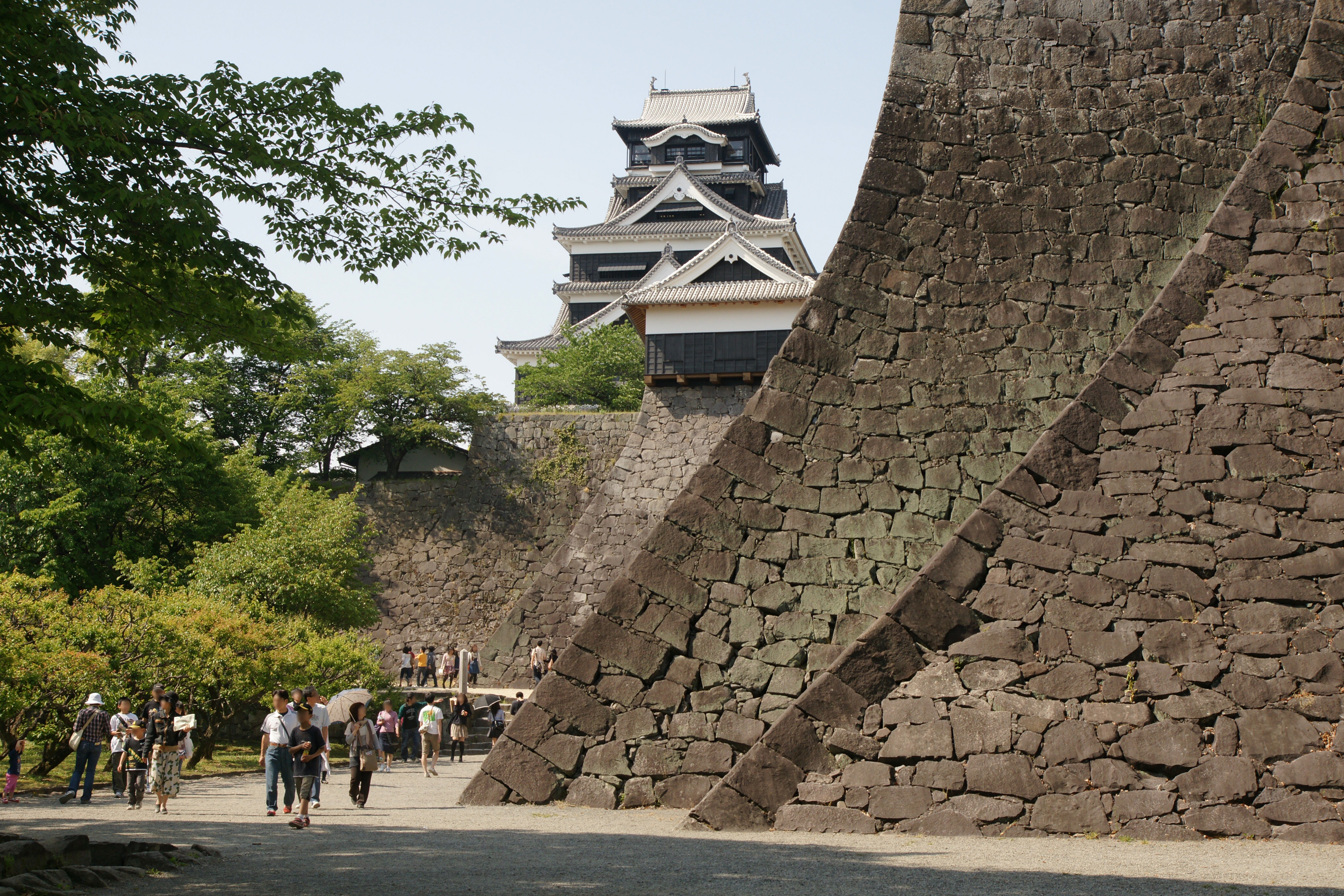
熊本城

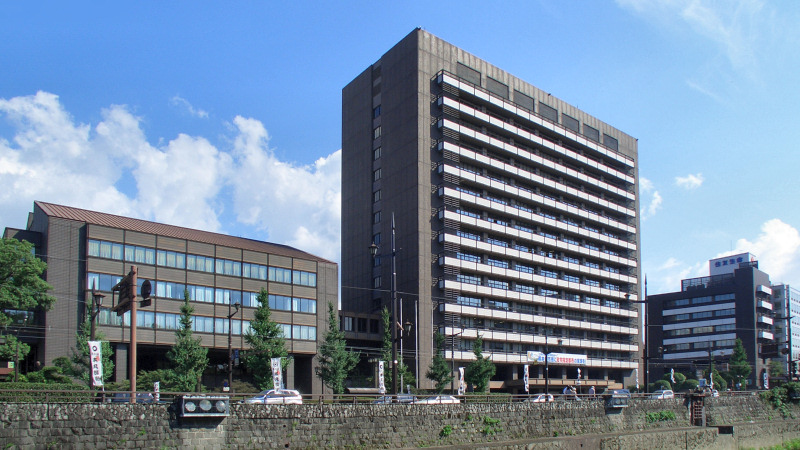
熊本市政廳

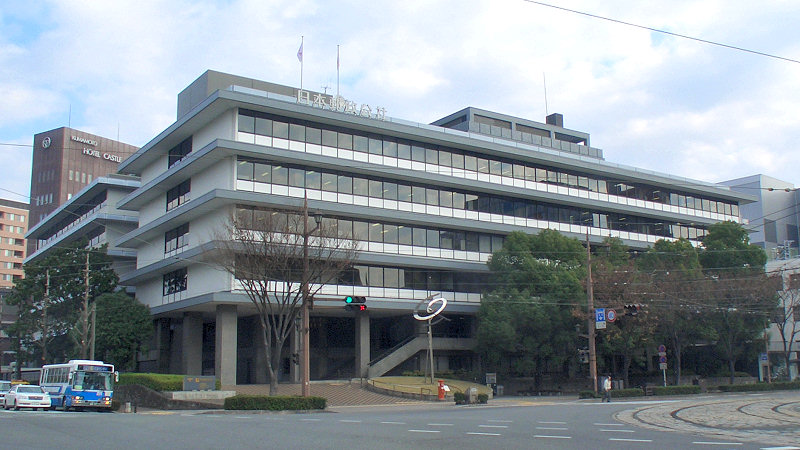
日本郵政集團熊本大廈

本站位於熊本市中心西端，附近設有許多公共設施和金融機構。
- 熊本市政廳（日语：熊本市役所）（中央區公所）
  - 肥後銀行熊本市政廳分店（舊肥後銀行熊本市政廳出張所）
  - 熊本市政廳內郵局
- 日本郵政集團熊本大廈（舊日本郵政公社九州分社、舊九州郵局）
  - 日本郵便九州分社
  - 郵貯銀行熊本分店
  - 簡保生命保險熊本分店
  - 熊本城東郵局（日语：熊本城東郵便局）
  - 日本郵政株式會社九州設施中心
- NHK熊本放送局
- 十八親和銀行（日语：十八親和銀行）熊本分店
- 住友生命熊本分社
- 大樹生命（日语：大樹生命）熊本統括營業部
- 電通九州熊本分社
- 西廣（日语：西広）熊本分社
- COCOSA（舊daiei熊本下通店（日语：ダイエー熊本下通店））
- 熊本城堡酒店
- KKR熊本酒店
- Arc酒店（日语：アークホテル）熊本城前
- 熊本城
  - 櫻之馬場 城彩苑
  - 監物台樹木園（日语：監物台樹木園）
  - 加藤神社（日语：加藤神社）
  - 熊本大神宮（日语：熊本大神宮）
  - 熊本城稻荷神社（日语：熊本城稲荷神社）
- 高橋公園綠地
- 熊本縣立美術館分館
- 熊本縣傳統工藝館（日语：熊本県伝統工芸館）
- 熊本大學教育學部附屬幼稚園（日语：熊本大学教育学部附属幼稚園）
- 「市政廳前」巴士站

## 相鄰電車站
熊本市交通局
■A系統、■B系統（幹線）
花畑町（9）－熊本城·市役所前（10）－通町筋（11）

## 注腳
1. ↑  国土数値情報(駅別乗降客数データ)  （页面存档备份，存于）（日語） - 國土交通省，2018年3月27日參閲

## 外部連結
- 熊本市交通局 （页面存档备份，存于）（日語）